# Liste der Stolpersteine im Komitat Heves

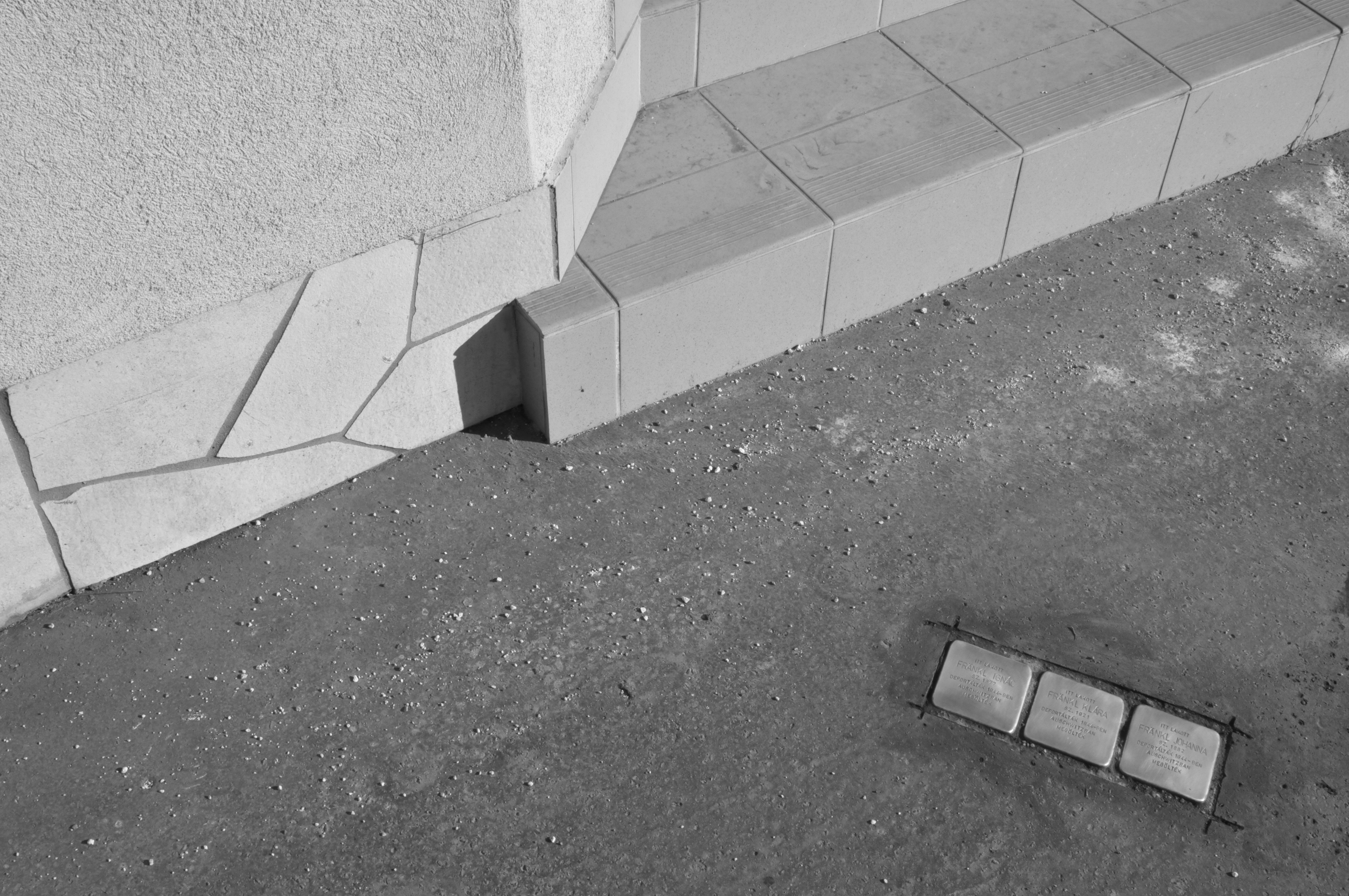
Stolpersteine in Gyöngyös

Die Liste der Stolpersteine im Komitat Heves enthält die Stolpersteine, die im Komitat Heves in Nordungarn verlegt wurden. Stolpersteine erinnern an das Schicksal der Menschen, welche von den Nationalsozialisten ermordet, deportiert, vertrieben oder in den Suizid getrieben wurden. Die Stolpersteine wurden von Gunter Demnig verlegt und liegen im Regelfall vor dem letzten selbstgewählten Wohnsitz des Opfers. Stolpersteine heißen auf Ungarisch Botlatókő.
Die ersten Verlegungen in diesem Komitat fanden im September 2019 in Gyöngyös und Hatvan statt.

## Verlegte Stolpersteine

### Eger
In Eger wurden an vier Adressen insgesamt zehn Stolpersteine verlegt.
| Stolperstein | Inschrift                                                                              | Verlegeort                   | Name, Leben                                |
| ------------ | -------------------------------------------------------------------------------------- | ---------------------------- | ------------------------------------------ |
|              | HIER LEBTE DIE FRAU DES LAJOS FISCHER EDIT WEISZ JG. 1905 ERMORDET 1944 AUSCHWITZ      | Széchenyi Istvan utca 4 Eger | Edit Fischer, geborene Weisz (1905–1944)   |
|              | HIER LEBTE LAJOS FISCHER JG. 1890 ERMORDET 1944 AUSCHWITZ                              | Széchenyi Istvan utca 4 Eger | Lajos Fischer (1890–1944)                  |
|              | HIER LEBTE DIE FRAU DES MIKSA RÓTH ESZTER PROTOVIN JG. 1890 ERMORDET 1944 IN AUSCHWITZ | Almagyar utca 12a Eger       | Eszter Protovin (1890–1944)                |
|              | HIER LEBTE MIKSA RÓTH JG. 1890 ERMORDET 1944 AUSCHWITZ                                 | Almagyar utca 12a Eger       | Miksa Róth (1890–1944)                     |
|              | HIER LEBTE RÓZSA RÓTH JG. 1927 ERMORDET 1944 AUSCHWITZ                                 | Almagyar utca 12a Eger       | Rózsa Róth (1927–1944)                     |
|              | HIER LEBTE MÓZES SCHREIBER JG. 1885 ERMORDET 1944 AUSCHWITZ                            | Petőfi Sandor tér 2 Eger     | Mózes Schreiber (1885–1944)                |
|              | HIER LEBTE SIMON SCHREIBER JG. 1850 ERMORDET 1944 AUSCHWITZ                            | Petőfi Sandor tér 2 Eger     | Simon Schreiber (1850–1944)                |
|              | HIER LEBTE GABRIELLA SZÉKELY JG. 1928 ERMORDET 1944 AUSCHWITZ                          | Almagyar utca 14 Eger        | Gabriella Székely (1928–1944)              |
|              | HIER LEBTE DIE FRAU DES ENDRÉ SZÉKELY IRÉN FRÄNKEL JG. 1904 ERMORDET 1944 AUSCHWITZ    | Almagyar utca 14 Eger        | Irén Székely, geborene Fränkel (1904–1944) |
|              | HIER LEBTE JUDIT JULIANNA SZÉKELY JG. 1936 ERMORDET 1944 AUSCHWITZ                     | Almagyar utca 14 Eger        | Judit Julianna Székely (1936–1944)         |

### Gyöngyös
In Gyöngyös wurden drei Stolpersteine an einer Adresse verlegt.
| Stolperstein | Übersetzung                                                            | Verlegeort         | Name, Leben          |
| ------------ | ---------------------------------------------------------------------- | ------------------ | -------------------- |
|              | HIER WOHNTE IGNÁC FRÄNKL JG. 1877 DEPORTIERT 1944 AUSCHWITZ ERMORDET   | Deák Ferenc utcá 8 | Ignác Fränkl         |
|              | HIER WOHNTE JOHANNA FRÄNKL JG. 1882 DEPORTIERT 1944 AUSCHWITZ ERMORDET | Deák Ferenc utcá 8 | Janka Johanna Fränkl |
|              | HIER WOHNTE KLÁRA FRÄNKL JG. 1921 DEPORTIERT 1944 AUSCHWITZ ERMORDET   | Deák Ferenc utcá 8 | Klára Fränkl         |

### Hatvan
In Hatvan wurden fünf Stolpersteine an einer Adresse verlegt.
| Stolperstein | Übersetzung | Verlegeort      | Name, Leben                                                    |
| ------------ | --- | --------------- | -------------------------------------------------------------- |
|              | HIER WOHNTE VILMOS ÁDLER JG. 1868 DEPORTIERT 1944 AUSCHWITZ ERMORDET 15.6.1944                                    | Mártírok útja 9 | Dr. Vilmos Ádler                                               |
|              | HIER WOHNTE MARIKA MIRJAM SCHIFFER JG. 1929 DEPORTIERT 1944 AUSCHWITZ ERMORDET 22.8.1944                          | Mártírok útja 9 | Marika Mirjam Schiffer                                         |
|              | HIER WOHNTE MIKLÓS MENACHEM SCHIFFER JG. 1900 ARBEITSDIENST 1943 JEKATERINOVKA ERMORDET                           | Mártírok útja 9 | Miklós Menachem Schiffer                                       |
|              | HIER WOHNTE DIE FRAU DES MIKLÓS SCHIFFER RÓZA RÁCHEL HIRSCH JG. 1901 DEPORTIERT 1944 AUSCHWITZ ERMORDET 15.6.1944 | Mártírok útja 9 | Frau des Miklós Menachem Schiffer, geborene Róza Ráchel Hirsch |
|              | HIER WOHNTE ZSUZSIKA SCHIFFER JG. 1933 DEPORTIERT 1944 AUSCHWITZ ERMORDET 15.6.1944                               | Mártírok útja 9 | Zsuzsika Schiffer                                              |

## Verlegedaten
Die Stolpersteine im Komitat Heves wurden von Gunter Demnig persönlich an folgenden Tagen verlegt:
- 12. September 2019: Gyöngyös
- 13. September 2019: Hatvan
- 17. Juli 2022: Eger